# Nematogonum mycophilum
Nematogonum mycophilum är en svampart som först beskrevs av Pier Andrea Saccardo, och fick sitt nu gällande namn av Rogerson & W. Gams 1981. Nematogonum mycophilum ingår i släktet Nematogonum, divisionen sporsäcksvampar och riket svampar.   Inga underarter finns listade i Catalogue of Life.